# ديفيد كوان (لاعب كريكت)
ديفيد كوان (30 مارس 1964 في المملكة المتحدة - ) (بالإنجليزية: David Cowan)‏ هو لاعب كريكت بريطاني. شارك مع منتخب اسكتلندا الوطني للكريكت.

## وصلات خارجية
- ديفيد كوان على موقع إي آس بي آن كريك إنفو (الإنجليزية)